# Ectopleura media
Ectopleura media är en nässeldjursart som beskrevs av John Fraser 1948. Ectopleura media ingår i släktet Ectopleura och familjen Tubulariidae. Inga underarter finns listade i Catalogue of Life.